# Olof Fahlenius
Olof Fahlenius, alternativt Fallenius, född 1727, död 16 april 1784 i Kristinehamn, Värmland, var en svensk konstnär och målarmästare. 
Han var son till komministern Thore Fahlenius och Maria Olofdotter.
Bland hans bevarade alster finns en skissbok med teckningar.